# Russell Kennedy
Pour les articles homonymes, voir Kennedy.
Russell Kennedy est un fondeur canadien, né le 7 octobre 1991 à Truckee, en Californie,  États-Unis.

## Biographie
Membre du Canmore Nordic Ski Club, il court ses premières courses officielles aux États-Unis en 2009-2010. En 2011, il honore son unique sélection en championnat du monde junior à Otepää.
Kennedy fait ses débuts en Coupe du monde en décembre 2012 à Québec. Il remporte sa première manche dans la Coupe nord-américaine en 2014 dans un vingt kilomètres. Pendant plusieurs années ses apparitions dans l'élite se font rares, mais obtient du succès sur le circuit nord-américain, remportant l'édition 2017 de la Coupe nord-américaine.
En 2018, il dispute ses premiers jeux olympiques à Pyeongchang, se classant 51e du sprint classique, 45e du cinquante kilomètres libre et 8e du relais. Ensuite, il est le guide de Brian McKeever, fondeur malvoyant, sur les Jeux paralympiques, l'aidant à remporter trois médailles d'or.
En février 2019, en se classant douzième du sprint libre de Cogne (demi-finaliste), il inscrit ses premiers points pour le classement général de la Coupe du monde. Il concourt ensuite aux Championnats du monde à Seefeld.
Lors de la saison 2020-2021, il entre dans le top trente lors d'épreuve de distance, dans la Coupe du monde à deux reprises et aux Championnats du monde, se classant 28e au cinquante kilomètres et 30e au quinze kilomètres.

## Palmarès

### Jeux olympiques d'hiver
| Épreuve / Édition   | Sprint                           | Sprint    | 15 km | 15 km                            | Skiathlon 2 × 15 km | 50 km | Relais | Relais    |
| Épreuve / Édition   | libre                            | classique | libre | classique                        | Skiathlon 2 × 15 km | 50 km | Sprint | 4 × 10 km |
| JO 2018 Pyeongchang | Épreuve inexistante à cette date | 51e       | -     | Épreuve inexistante à cette date | —                   | 45e   | —      | 8e        |

Légende :
- : pas d'épreuve
- — : Non disputée par Kennedy

### Championnats du monde
| Épreuve / Édition        | Sprint                           | Sprint                           | 15 km                            | 15 km                            | Skiathlon 2 × 15 km | 50 km | Relais | Relais    |
| Épreuve / Édition        | libre                            | classique                        | libre                            | classique                        | Skiathlon 2 × 15 km | 50 km | Sprint | 4 × 10 km |
| Mondiaux 2019 Seefeld    | -                                | Épreuve inexistante à cette date | Épreuve inexistante à cette date | 68e                              | —                   | 46e   | -      | -         |
| Mondiaux 2021 Oberstdorf | Épreuve inexistante à cette date | -                                | 30e                              | Épreuve inexistante à cette date | Abandon             | 28e   | -      | 10e       |

Légende :
- : pas d'épreuve
- — : Non disputée par Kennedy

### Coupe du monde
- Meilleur classement général : 106e en 2019.
- Meilleur résultat individuel : 12e.

#### Classements en Coupe du monde
| Année     | Classement général final | Classement distance | Classement sprint |
| 2018-2019 | 106e                     | -                   | 54e               |
| 2021-2021 | 111e                     | 77e                 | -                 |